# St.-Helena-Riesensturmvogel
Der St.-Helena-Riesensturmvogel (Pterodroma rupinarum) ist eine ausgestorbene Sturmvogelart aus der Gattung der Hakensturmtaucher (Pterodroma), die auf St. Helena endemisch war. Sie ist nur von subfossilem Knochenmaterial bekannt.

## Merkmale
Der Holotypus wurde im Juni 1971 von Storrs Lovejoy Olson in den Ablagerungen der Prosperous Bay auf St. Helena entdeckt. Er besteht aus einem nahezu kompletten Schädel, einschließlich des Rostrums, des Unterkiefers und des Os quadratum jedoch ohne das Gaumenbein und die proximale Hälfte der rechten Unterkieferseite. Die Paratypen umfassen nahezu alle Elemente der Skelette von mehreren Individuen. Die Gesamtlänge des Schädels mit Schnabel beträgt 72,1 mm, die Postorbtitalbreite 29,4 mm, die Länge des Rostrums ab der Vorderseite der Nasenlöcher 20,7 mm, die Unterkieferlänge 58,8 mm und die Höhe des Os quadratum 11,2 mm. Die Knochen sind hell gelblich lohfarben und nicht mineralisiert. Die Größe und Beschaffenheit des Materials deutet darauf hin, dass der St.-Helena-Riesensturmvogel eine mittelgroße Art mit einem schweren, abwärts gewinkelten Schnabel war.
Der St.-Helena-Riesensturmvogel war kleiner als der Tahiti-Sturmvogel (Pseudobulweria rostrata) jedoch etwas größer und langflügeliger als der Maskarenen-Sturmvogel (Pseudobulweria aterrima) oder der Salomonen-Sturmvogel (Pseudobulweria becki) und mit verhältnismäßig kürzeren Läufen.

## Aussterben
Der St.-Helena-Riesensturmvogel starb kurz nach der Entdeckung St. Helenas im Jahre 1502 aus. Mögliche Aussterbeursachen waren die Überjagung durch die ersten Siedler für den Nahrungsbedarf sowie die Nachstellung durch eingeschleppte Tiere, wie Mäuse und Ratten.

## Systematik
Früher wurde eine Verwandtschaft mit dem Tahiti-Sturmvogel angenommen, der früher zur Gattung der Hakensturmtaucher gehörte und heute (wenn auch nicht von allen Systematikern, darunter James Clements) in die eigenständige Gattung Pseudobulweria klassifiziert wird. Einige Autoren, darunter Samuel T. Turvey von der Zoological Society of London oder Vincent Bretagnolle vom Centre d’Etudes Biologique in Chizé haben daher vorgeschlagen, den St.-Helena-Riesensturmvogel ebenfalls in die Gattung Pseudobulweria zu stellen. Diesem Vorschlag folgte der International Ornithological Congress im Jahr 2012. In einer Studie von 2014 legten Storrs Olson, Andreanna Welch und Robert C. Fleischer dar, dass der St.-Helena-Riesensturmvogel ein Schwestertaxon zum Bermuda-Sturmvogel (Pterodroma cahow), zum Kapverden-Sturmvogel (Pterodroma feae) und anderen atlantischen Sturmvögeln darstellt und unterstützen daher einen Rücktransfer in die Gattung Pterodroma.